# Acacia permixta
Acacia permixta är en ärtväxtart som beskrevs av Burtt Davy. Acacia permixta ingår i släktet akacior, och familjen ärtväxter. IUCN kategoriserar arten globalt som livskraftig. Inga underarter finns listade i Catalogue of Life.